# Дозор-А
«Дозо́р-А» — дослідний багатоцільовий автомобіль підвищеної прохідності, створений Харківським конструкторським бюро машинобудування.
Розроблений як для військового, так і для цивільного використання.

## Історія
«Дозор-А» вперше показаний на виставці «ISPEK-2004» в грудні 2004 року. Маса — 3,5 тонн, вантажопідйомність — 2 тонни.

## Опис
«Дозор-А» є багатоцільовим автомобілем підвищеної прохідності, є базовою машиною в сімействі автомобілів подвійного застосування вантажопідйомністю від 2 до 6 т, і призначений для перевезення вантажів і людей, а також буксирування причепів.
Він може використовуватися для оснащення спеціальних підрозділів збройних сил і сил швидкого реагування як транспортний засіб або носій різного озброєння і військового устаткування, і застосовуватися при виконанні військових і миротворчих операцій, а так само експлуатуватися в цивільних організаціях як за наявності мережі автомобільних доріг, так і в умовах бездоріжжя.
Можливі варіанти виконання:
- поліцейський автомобіль
- інкасаторська машина
- машина швидкої допомоги
- машина технічної допомоги
- мікроавтобус
- джип
- пікап
- вантажівка вантажопідйомністю до 2 т
- вантажівка вантажопідйомністю до 6 т

### Технічні характеристики
| Технічні характеристики                                                 | Технічні характеристики                                                 | Технічні характеристики                      | Технічні характеристики                      | Технічні характеристики                      |
| Назва                                                                   | Назва                                                                   | Величина                                     | Величина                                     | Величина                                     |
| ----------------------------------------------------------------------- | ----------------------------------------------------------------------- | -------------------------------------------- | -------------------------------------------- | -------------------------------------------- |
| Споряджена маса, кг                                                     | Споряджена маса, кг                                                     | 3500                                         | 3500                                         | 3500                                         |
| Вантажопідйомність, кг                                                  | Вантажопідйомність, кг                                                  | 2000                                         | 2000                                         | 2000                                         |
| Колісна формула                                                         | Колісна формула                                                         | 4х4                                          | 4х4                                          | 4х4                                          |
| Кількість місць в кабіні                                                | Кількість місць в кабіні                                                | 5                                            | 5                                            | 5                                            |
| Кількість місць на вантажній платформі                                  | Кількість місць на вантажній платформі                                  | 6                                            | 6                                            | 6                                            |
| Максимальна швидкість, км/год                                           | Максимальна швидкість, км/год                                           | 120                                          | 120                                          | 120                                          |
| Габаритні розміри, мм                                                   |                                                                         |                                              |                                              |                                              |
| довжина                                                                 | довжина                                                                 | 5200                                         | 5200                                         | 5200                                         |
| ширина                                                                  | ширина                                                                  | 2400                                         | 2400                                         | 2400                                         |
| висота по дах кабіни                                                    | висота по дах кабіни                                                    | 2030                                         | 2030                                         | 2030                                         |
| висота по тенту                                                         | висота по тенту                                                         | 2335                                         | 2335                                         | 2335                                         |
| Дорожній просвіт, мм                                                    | Дорожній просвіт, мм                                                    | 400                                          | 400                                          | 400                                          |
| Кути в'їзду, градуси:                                                   |                                                                         |                                              |                                              |                                              |
| передній                                                                | передній                                                                | 44                                           | 44                                           | 44                                           |
| задній                                                                  | задній                                                                  | 31                                           | 31                                           | 31                                           |
| Подоланний кут підйому, градуси                                         | Подоланний кут підйому, градуси                                         | 30                                           | 30                                           | 30                                           |
| Запас ходу по шосе, км.                                                 | Запас ходу по шосе, км.                                                 | 1000                                         | 1000                                         | 1000                                         |
| Двигун                                                                  |                                                                         |                                              |                                              |                                              |
| Тип                                                                     | Тип                                                                     | дизельний з турбонаддувом і промохолодженням | дизельний з турбонаддувом і промохолодженням | дизельний з турбонаддувом і промохолодженням |
| Кількість циліндрів                                                     | Кількість циліндрів                                                     | 4                                            | 4                                            | 6                                            |
| Максимальна потужність, кВт (к.с.)                                      | Максимальна потужність, кВт (к.с.)                                      | 90 (122)                                     | 100 (136)                                    | 145 (197)                                    |
| Трансмісія                                                              | Трансмісія                                                              | механічна                                    | механічна                                    | механічна автоматична                        |
| Додаткове устаткування                                                  |                                                                         |                                              |                                              |                                              |
| Система навігаційного забезпечення супутникова                          | Система навігаційного забезпечення супутникова                          | СН-3003 Базальт                              | СН-3003 Базальт                              | СН-3003 Базальт                              |
| Холодопродуктивність системи кондиціювання, кВт                         | Холодопродуктивність системи кондиціювання, кВт                         | 4,4                                          | 4,4                                          | 4,4                                          |
| Максимальна дальність бачення інфрачервоного приладу нічного бачення, м | Максимальна дальність бачення інфрачервоного приладу нічного бачення, м | 180                                          | 180                                          | 180                                          |
| Дальність зв'язку радіостанції УКХ, км                                  | Дальність зв'язку радіостанції УКХ, км                                  | 20                                           | 20                                           | 20                                           |
| Тягове зусилля лебідки WARN XD 9000i, Н                                 | Тягове зусилля лебідки WARN XD 9000i, Н                                 | 41 000                                       | 41 000                                       | 41 000                                       |